# Mongiardino Ligure
Mongiardino Ligure es una localidad y comune italiana de la provincia de Alessandria, región de Piamonte, con 186 habitantes.

## Evolución demográfica
| Gráfica de evolución demográfica de Mongiardino Ligure entre 1861 y 2001 |
|                                                                          |
| Fuente ISTAT - elaboración gráfica de Wikipedia                          |